# Stadhouderskade 87-88
Stadhouderskade 87-88 is een dubbel woonhuis,  dat gelegen is aan de Stadhouderskade, de zuidoever van de Singelgracht in Amsterdam-Zuid, De Pijp.
De woningen zijn ogenschijnlijk een spiegelbeeld van elkaar. Maar ze zijn in detail verschillend. De volgende verschillen zijn zichtbaar:
- onder de ramen van de ene helft zitten versieringen, die aan het ander gebouw gedeeltelijk elders zijn geplaatst.
- de begane grond/souterrain is weliswaar geheel van natuursteen, maar verschillend uitgevoerd;
- de balkons zijn op verschillende manieren uitgevoerd, maar het is onduidelijk of dat al van het begin het geval is (nr. 87, rechttoe rechtaan, nr. 88 versierd).

De relatief smalle woonhuizen steken qua uiterlijk schril af ten opzichte van de buurman Stadhouderskade 86, dat een (zeer) groot complex is. Dat complex werd gebouw in opdracht van het rijk dan wel gemeente en daar was beduidend meer geld voor. De woonhuizen zijn gebouwd in een eclectische bouwstijl, met twee hoog opgesneden toegangen, die juist wel symmetrisch geplaatst zijn. De architect dan wel makelaar (de beroepen gingen vaak samen toen) is vooralsnog onbekend. In 2016 is er nog een opvallend verschil; de gevel van huisnummer 87 is gereinigd van aanslag door uitlaatgassen, de gevel van nummer 88 is niet gereinigd.  
In de 19e eeuw stond huisnummer 87 een tijdje voor het complex "Amstelhoek", een theekoepel aan het eind van de huidige Stadhouderskade, hoek Amsteldijk. 
Oost ·
160 ·
158 ·
157 ·
156 ·
155 ·
151-154 ·
149-150 ·
145-146 ·
142-144 ·
140-141 ·
137-139 ·
135-136 ·
130-134 ·
129 ·
128 ·
125-127 ·
123-124 ·
116-122 ·
115 ·
110-113 ·
100-101 ·
97 ·
95-96 ·
93-94 ·
92 ·
91 ·
89-90 ·
87-88 ·
86 ·
85 ·
84 ·
82-83 ·
78-79 ·
77 ·
Heineken Brouwerij ·
74 ·
72-73 ·
69-70 ·
68 ·
67 ·
65-66 ·
64 ·
62-63 ·
60-60a ·
58-59 ·
56-57 ·
Willemshuis ·
Van Nispenhuis ·
Kapel van Sint Josephs Gezellen-Vereeniging ·
54 ·
52-53 ·
47-49 ·
Carel Willinkplantsoen ·
Polderhuis ·
Ruysdaelkade 2-4 ·
Judith Leysterbrug ·
42 (Rijksmuseum) ·
40-41 ·
31-35 ·
30 ·
29 ·
Park Centraal Amsterdam ·
Stedemaagd (Vondelpark) ·
Byzantium ·
Koepelkerk ·
12 (Marriott) ·
Persilhuis ·
7 ·
5 ·
3 ·
1 ·
West